# Acalolepta nishimurai
Acalolepta nishimurai es una especie de escarabajo longicornio del género Acalolepta, tribu Monochamini, subfamilia Lamiinae. Fue descrita científicamente por Makihara en 1992.
Se distribuye por Japón. Mide aproximadamente 10 milímetros de longitud. El período de vuelo de esta especie ocurre en el mes de julio.